# Cave canem

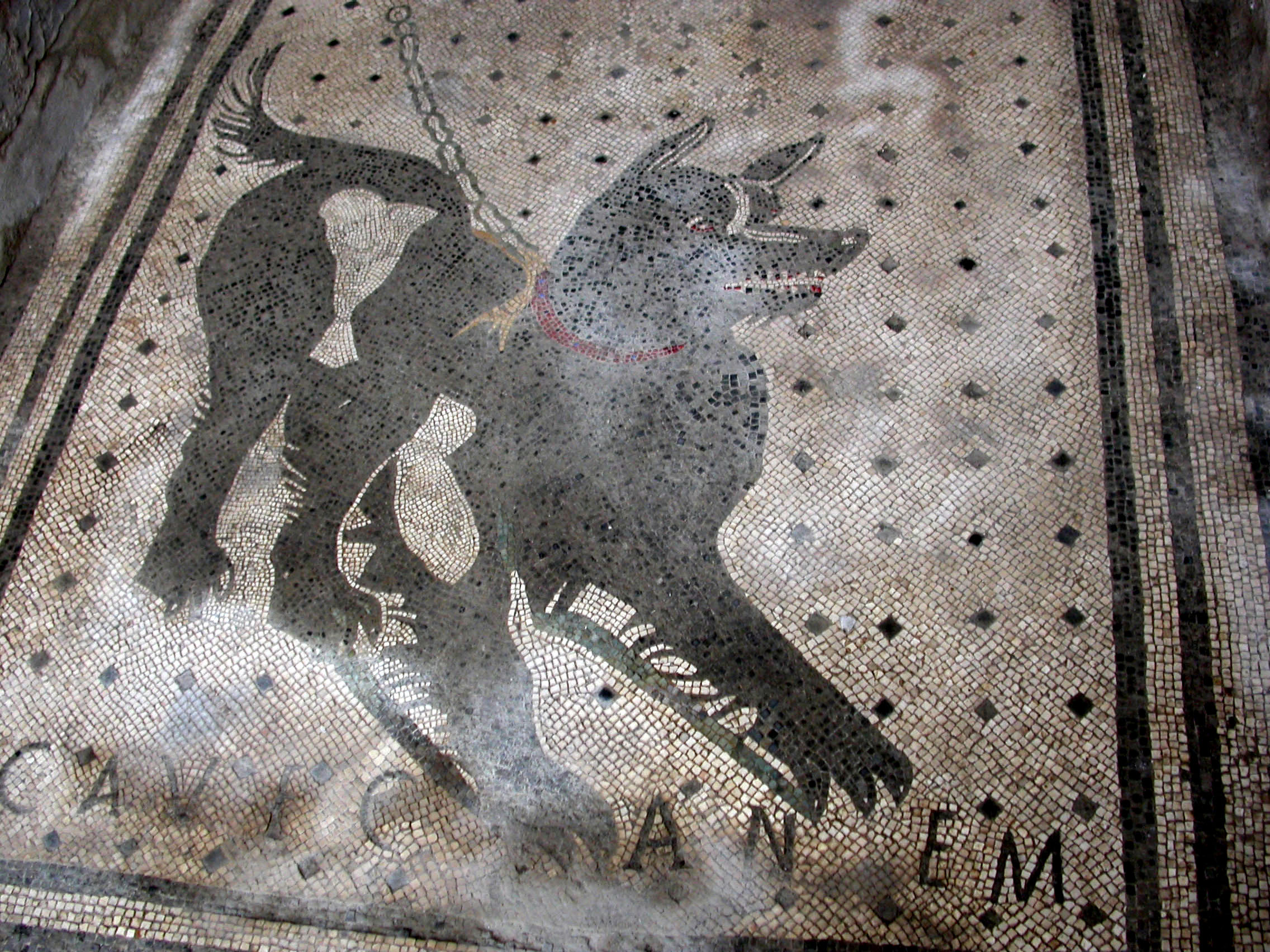
Mozaika v Pompejích

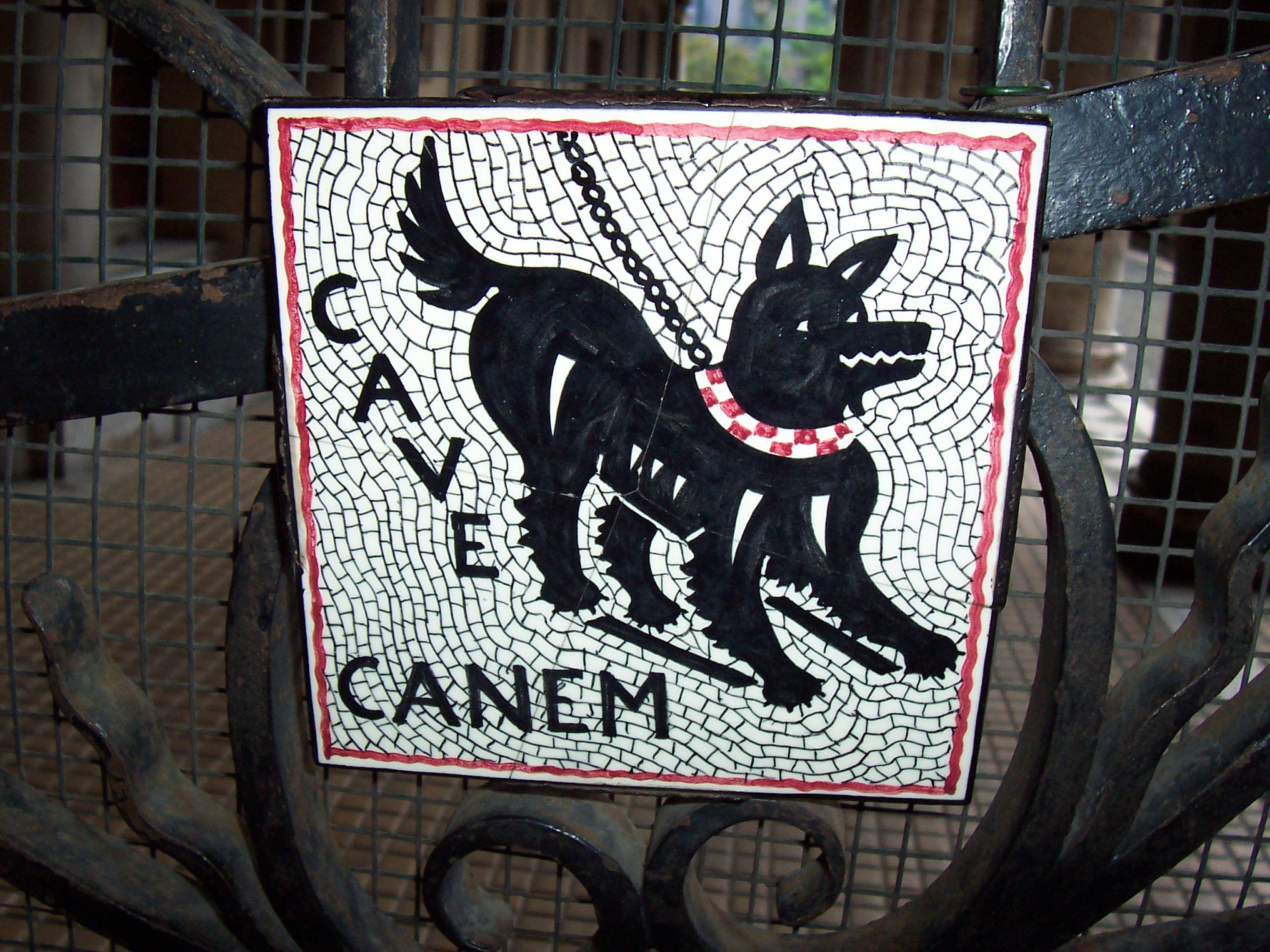
Novodobá značka v Itálii

Cave canem je stará latinská fráze v imperativu, vyjadřující varování. Do češtiny by se dala přeložit jako „Pozor na psa!“, dnes se používají na vratech nebo plotech štítky s obdobným upozorněním „Pozor, zlý pes!“.
Latinské varování se stalo známým a často citovaným díky nálezu dobře zachovalé podlahové mozaiky s vyobrazením psa na řetězu v ruinách Pompejí na začátku dlouhé chodby za vchodovými dveřmi takzvaného Domu tragického básníka; podobné obrazy byly ve vchodech domů ve starověku běžné.
Římský spisovatel Marcus Terentius Varro použil tento výraz jako titul jedné ze svých Satir menippských, která se ale dochovala pouze ve zlomcích. V Satyrikonu římského spisovatele Tita Petronia vypráví Encolpius, jak se vyděsil, když vstoupil do domu bohatého Trimalchia a zůstal stát před nástěnnou malbou gigantického psa.